# 马克思主义和语言学问题
《马克思主义和语言学问题》（俄语：Относительна марксизма в языкознании），斯大林著，1950年6月20日在原苏联《真理报》上发表。中国解放社（人民出版社）于同年10月出版了由李立三、曹葆华等人翻译的中文译本。这是一篇论述语言是否是上层建筑、是否有阶级性，论述语言的本质和特征，批判尼古拉·马尔的论文雅弗理论及其追随者观点。

## 背景和发表过程
20世纪30到40年代期间，苏联的语言学界各学派和流派之间就一些问题爆发了争论和斗争。梅夏尼诺夫是当时当时语言学界领袖，也是马尔的学生和追随者。马尔是苏格兰、格鲁吉亚混血，在格鲁吉亚库塔伊西长大，逝世于1934年。他在亚美尼亚和格鲁吉亚语文学领域中做了许多工作，撰写了历史学和考古学方面的论文，十月革命前就成为教授，后来还成了院士。他支持十月革命，并在1930年加入了苏联共产党（布），后来被授予列宁勋章。他的学生梅夏尼诺夫后来成为苏联科学院语言和思维研究所所长，主持了苏联科学院语言和文学学部的工作。
亚美尼亚语言学家阿恰良从西欧语言科学的各学派中借用了许多比较语言学的通用观点来进行自己的研究，创编了亚美尼亚语词源词典。他和他的学生卡潘强反对马尔学派，结果被从埃里温大学和亚美尼亚语言研究所中驱逐。格鲁吉亚科学院院士阿诺尔德·契科巴瓦是许多格鲁吉亚和高加索语言学主要著作的作者，并曾主持编写过多卷集《格鲁吉亚语详解词典》的工作。契科巴瓦同格鲁吉亚共产党许多要好，同当时格鲁吉亚共产党中央第一书记恰尔克维阿尼也有交情。他同样反对梅夏尼诺夫，于是给斯大林写了封信，结果被斯大林叫到克里姆林宫谈话。斯大林立即电令亚美尼亚共产党总书记阿鲁秋诺夫给阿恰良、卡潘强复职。契科巴瓦应斯大林建议在《真理报》写了一篇有关语言学问题的论文，梅夏尼诺夫第二周则在《真理报》撰文反驳，掀起了苏联语言学界大辩论。一个半月到两个月中，所有文章，批判马尔的或支持他的，都只发表在《真理报》上。这次辩论正好给了斯大林恢复“伟大的理论家”和“伟大的马克思主义者”声誉的契机，就在这段时间里，斯大林在契科巴瓦和维诺格拉多夫帮助下准备了自己的文章，最终在1950年6月20日发表。结果，梅夏尼诺夫失去了所有的职位，契科巴瓦所写的《语言学引论》成为苏联的官方语言学教材。

## 内容
在这篇文章中，斯大林反对马尔语言有阶级性的观点，强调不能把语言和上层建筑混为一谈，不能把无产阶级和资产阶级的阶级斗争看成社会的完全分裂，否认社会统一的语言、民族的语言，不能把语言和文化等量齐观。他认为语言的共同性是民族的最重要的标志之一，指出民族语言不是阶级的，而是全民的，对每个民族的成员是共同的，对整个民族是统一的。他写道：“任何基础都有同它相适应的自己的上层建筑。封建制度的基础有自己的上层建筑，自己的政治、法律等观点，以及同这些观点相适应的设施；资本主义的基础有自己的上层建筑；社会主义的基础也有自己的上层建筑。如果基础发生变化和被消灭，那么它的上层建筑也就会随着发生变化和被消灭。如果产生新的基础，那就会随着产生同它相适应的上层建筑。就这方面来说，语言和上层建筑是根本不同的。”“语言不是某一个阶级所创造的，而是整个社会社会各阶级世世代代的努力所创造的。语言创造出来不是为了满足某一个阶级的需要，而是为了满足整个社会的需要，满足社会各阶级的需要。正因为如此，创造出来的语言是全民的语言，对社会是统一的，对社会全体成员是共同的。……这也就说明，语言可以一视同仁地既为旧的衰亡的制度服务，也为新的上升的制度服务；既为旧基础服务，也为新基础服务；既为剥削者服务，也为被剥削者服务。”“关于乌克兰语、白俄罗斯语、乌兹别克语、哈萨克语、格鲁吉亚语、亚美尼亚语、埃萨尼亚语……以及苏联其它民族的语言，都应该说是这样的，它们为这些民族的旧的资产阶级制度服务得很好，为这些民族的新的社会主义制度同样服务得很好。”民族和民族语言在社会主义取得世界性的胜利以前和以后的发展有其规律性，社会主义在全世界范围内胜利以前的时代，语言的发展只能通过一些语言被同化、另一些语言取得胜利的方式进行；社会主义在世界范围内胜利以后的时代。由于压制和同化语言的政策已不存在，各民族的语言必将在合作的方式下不受约束地互相丰富起来。
马尔认为语言可能突然消亡和被创造，发生质变。斯大林则表示反对，他写道：“在这个时期中，俄语发生了一些什么变化呢？俄语的词汇发生了某种程度的变化，这就是说，由于产生了新的社会主义生产，由于出现了一种新的国家、新的社会主义文化、新的社会观点、新的道德以及由于技术和科学的发展，增加了一大批新的词语；许多词语获得了新的含义而改变了意思；若干陈旧的词从词汇中消失了。至于构成语言基础的俄语的基本词汇和语法构造，那么它们在资本主义基础消灭后，不仅没有被消灭和被新的基本词汇和语法构造所代替，相反地，却完全保留了下来，没有任何重大的变化，而且正是作为现代俄语的基础保留了下来。”他在文中阐明了语言的发展性和稳固性，认为语言是按渐变性规律发展的。